# Chris Kramer (Basketballspieler)
Christopher Scott „Chris“ Kramer (* 4. April 1988 in Huntington, Indiana) ist ein ehemaliger US-amerikanischer Basketballspieler.

## Leben
Kramer besuchte die Huntington North High School, in der er neben Basketball auch Football und Baseball spielte. In seiner letzten Saison führte er die „Vikings“ zu insgesamt 18 Siegen bei nur 3 Niederlagen und wurde 2006 neben aktuellen NBA-Spielern wie Greg Oden und Michael Conley Jr. in das Indiana All Star Team berufen.
Anschließend entschied er sich für die Purdue University, welche er bereits im ersten Jahr in der Kategorie Ballgewinne anführte und anschließend mit der Nominierung in das „Big Ten All-Defensive Team“ belohnt wurde. Mit den „Boilermakers“ erreichte er gleichzeitig das NCAA-Turnier, wo man, nach einem Erstrundensieg über die Arizona State University, erst in der zweiten Runde an Titelverteidiger Florida scheiterte.
Auch in seinem zweiten Jahr wurde er seinem Ruf als Defensivspezialist gerecht, führte das Team bei den Ballgewinnen und Korbvorlagen an und erhielt diesmal sogar die Auszeichnung als „Big Ten Defensive Player of the Year“.
In der darauffolgenden Spielzeit, in der Kramer erstmals die Rolle des Kapitäns innehatte, erreichte er mit dem Team erstmals seit neun Jahren die Runde der „Sweet Sixteen“ im NCAA-Turnier und wurde abermals in das Big Ten-All Defensive Team gewählt.
Erneut als Kapitän in die Saison gehend, schaffte es Purdue in der darauffolgenden Spielzeit zum zweiten Mal hintereinander in die „Sweet Sixteen“, musste sich dort aber der renommierten Duke University geschlagen geben. Kramer erhielt zum zweiten Mal die Auszeichnung zum Big Ten Defensive Player of the Year.
Nach seiner Zeit am College spielte Kramer für den NBA-Klub Indiana Pacers in der Summerleague und nahm am Trainingscamp der Milwaukee Bucks teil. Nachdem er allerdings nicht in deren endgültigen Kader für die Saison 2010/11 berufen worden war, absolvierte er eine Saison für die Fort Wayne Mad Ants in der NBA D-League.
Den darauffolgenden Sommer verbrachte er beim puerto-ricanischen Erstligisten Mets de Guaynabo, bevor er kurz vor Saisonbeginn 2011/12 vom deutschen Erstliga-Aufsteiger s.Oliver Baskets unter Vertrag genommen wurde.
Auch dort machte er sich als Defensiv-Spezialist einen Namen, war mit 11,2 Punkten pro Partie aber gleichzeitig auch bester Korbjäger der Mannschaft.
Nach einer erfolgreichen ersten Saison in Würzburg, das als Aufsteiger bis ins Halbfinale um die deutsche Meisterschaft vorstieß, unterzeichnete er zur Spielzeit 2012/13 einen Ein-Jahres-Vertrag bei den Ligakonkurrenten EWE Baskets Oldenburg, der im Sommer 2013 um ein Jahr bis 2014 verlängert wurde und eine Option auf ein weiteres Jahr bis 2015 beinhaltet. Im Sommer 2014 unterzeichnete Kramer einen weiteren Vertrag bei den EWE Baskets mit Laufzeit bis 2016, in dem eine NBA-Ausstiegsklausel im Sommer 2014 festgelegt ist. Um sich für die NBA zu präsentieren, lief Kramer für die Houston Rockets in der NBA Summer League auf. 
Mit dem Ende der Saison 2016/2017 verließ Kramer die EWE Baskets und unterschrieb einen Ein-Jahres-Vertrag beim litauischen Verein Rytas Vilnius, der 2018 verlängert wurde. 2019 wechselte Kramer für eine Saison nach Russland zum BK Chimki, anschließend zu Hapoel Jerusalem. Für die Saison 2021/22 wurde er vom CB Gran Canaria unter Vertrag genommen. Im März 2022 erlitt Kramer eine Kreuzbandverletzung, die seine Saison auf Gran Canaria vorzeitig beendete.